# Малі Хутори (Вінниця)
Малі Хутори — мікрорайон міста Вінниця. Знаходиться за залізничним полотном на південному сході міста. Колишнє село. Включене до складу міста поступово. Відділене від села Великі Хутори та сусіднього мікрорайону Масложир низкою ставків на річці Вінничці та її притоці, назви яких походять від імен ґаздів(господарів), які збудували греблі та створили ці ставки. Центральні артерії — вул. Бучми, Чумацька. До вокзалу ходить автобус №8, в центр і на Вишеньку — №24.